# هربرت هوبر
هربرت هوبر (انگلیسی: Herbert Huber; ۴ دسامبر ۱۹۴۴ – ۱۵ ژوئیهٔ ۱۹۷۰) اسکی‌باز آلپاین اهل اتریش بود. وی از برندگان مدال‌های بازی‌های المپیک زمستانی ۱۹۶۸ بوده است.

## مرگ
هوبر ، که سابقه افسردگی نیز داشت، نهایت در سال ۱۹۷۰ خودکشی کرد.